# Jamaica Plain

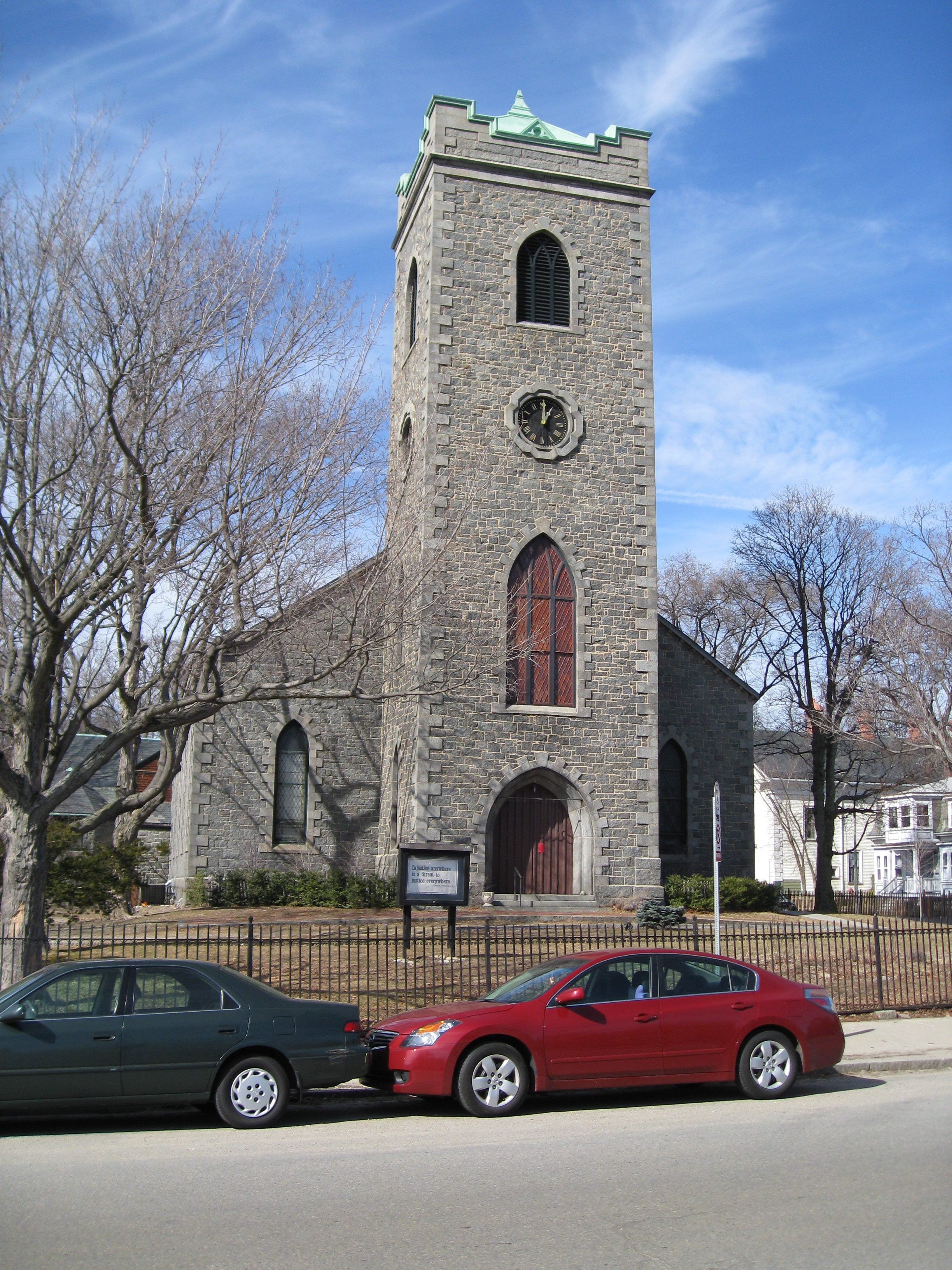
A primeira igreja de Jamaica Plain.

Jamaica Plain é um bairro histórico de Boston, Massachusetts, nos Estados Unidos. Possui uma área de 11 km². Originalmente parte da cidade de Roxbury, foi colonizado por puritanos que buscavam fazendas mais ao sul.